# 國際現代五項總會
國際現代五項總會（法語：Union Internationale de Pentathlon Moderne，簡稱：UIPM）是一個負責管理現代五項運動的國際體育組織，於1948年成立，總部設在摩納哥蒙地卡羅。

## 歷屆主席
- Tor Wibom (1948-1949)
- Gustaf Dyrssen (1949-1960)
- Sven Thofelt (1960-?)
- Klaus Schormann (2008–至今)

## 賽事
- 世界現代五項錦標賽
- 世界盃現代五項系列賽
- 現代五項歐洲錦標賽

## 外部連結
- 國際現代五項總會網站（页面存档备份，存于）